# Oberea neutralis
Oberea neutralis là một loài bọ cánh cứng trong họ Cerambycidae.